# Michelangelo Rampulla
Michelangelo Rampulla (Patti, 10 agosto 1962) è un allenatore di calcio ed ex calciatore italiano, di ruolo portiere.
È ricordato per essere stato il primo portiere a realizzare un gol su azione nel campionato italiano di Serie A: accadde nella stagione 1991-1992, contro l'Atalanta, all'epoca in cui difendeva i pali della Cremonese.

## Caratteristiche tecniche

### Giocatore
Era un portiere piuttosto abile nel gioco coi piedi ed efficace, a suo giudizio, nell'opporsi ai calci di rigore.

## Carriera

### Giocatore

#### Club

##### Pattese, Varese e Cesena

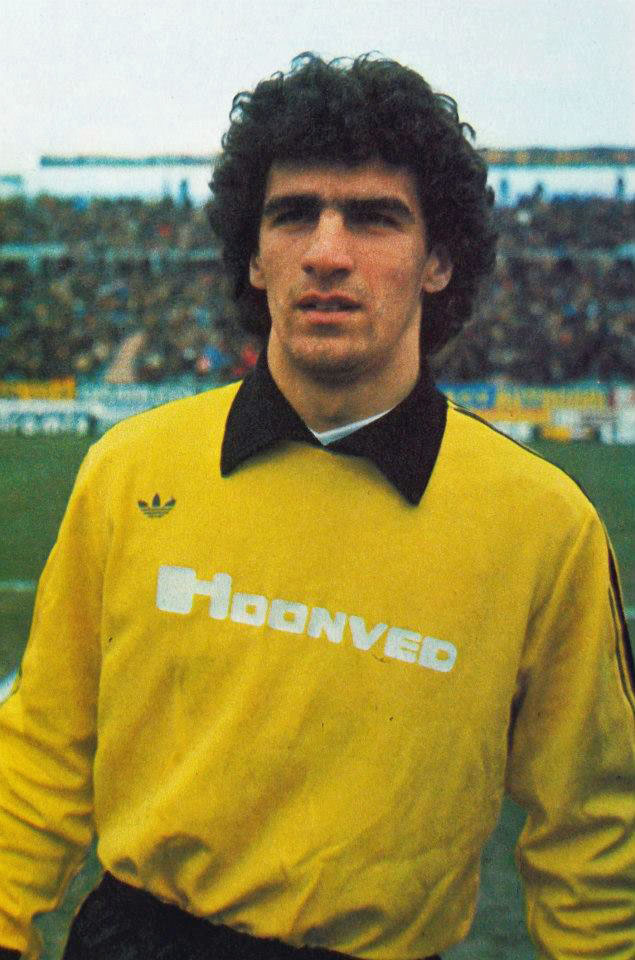
Un giovane Rampulla al Varese nella stagione 1982-1983

Nato a Patti, nel messinese, figlio di un commerciante di alimentari e tifoso juventino, Rampulla ebbe le prime esperienze calcistiche nella Pattese, squadra della sua città; nonostante si sentisse attaccante, suo padre lo convinse a cimentarsi da portiere, ruolo nel quale emerse immediatamente. Con la Pattese ebbe tempo di raggiungere la promozione in Serie D prima che un giovane Giuseppe Marotta, all'epoca direttore sportivo del Varese, lo convincesse nel 1980 a trasferirsi al club lombardo, in Serie B.
A Varese, complice un infortunio del primo portiere e un momento di forma negativa del suo sostituto, Rampulla si ritrovò, da terzo portiere qual era nelle gerarchie d'inizio campionato, a titolare dopo soli due incontri; esordì in campionato il 21 settembre 1980 contro il Milan (0-0). Dopo tre anni in Lombardia, Rampulla venne ceduto al Cesena, squadra nella quale riuscì a imporsi spesso come titolare e a disputare 73 incontri in tre stagioni di campionato, tutte in Serie B.

##### Cremonese
Nel 1985, dopo aver sfiorato l'opportunità di rimpiazzare Luciano Castellini, appena ritiratosi, nella porta del Napoli, Rampulla si accasò alla Cremonese, reduce da una stagione di Serie A, conclusasi con un'immediata retrocessione. Con il club grigiorosso Rampulla rimase sette stagioni, guadagnando una prima promozione nell'annata 1988-1989, grazie alla quale esordì in massima categoria nella stagione seguente.
All'immediata retrocessione tra i cadetti, fece seguito un altrettanto immediato ritorno in Serie A per la stagione 1991-1992, a cui è legata la sua più statisticamente rilevante performance. Nel corso dell'incontro disputatosi il 23 febbraio 1992 a Bergamo contro l'Atalanta, Rampulla segnò di testa al 2' di recupero, sugli sviluppi di un calcio di punizione, il gol che pareggiò quello dell'orobico Bianchezi: fu la prima volta, nella storia del campionato italiano, in cui un portiere realizzò una rete durante un'azione di gioco e non in situazioni di palla ferma.
Il gol di Rampulla rimase un unicum in Serie A per i successivi nove anni, ed eguagliato nei decenni seguenti solo dai colleghi Massimo Taibi della Reggina nel 2001 (contro l'Udinese) e Alberto Brignoli del Benevento nel 2017 (contro il Milan). Quanto a Rampulla, il punto portato dalla sua rete non bastò a fine stagione ai grigiorossi per raggiungere la salvezza.

##### Juventus
Nonostante la sopravvenuta retrocessione con la Cremonese, Rampulla ebbe modo di continuare a calcare i campi della massima divisione: nell'estate 1992 venne infatti ingaggiato dalla Juventus che, dopo la partenza del capitano Stefano Tacconi e la conseguente promozione a titolare del giovane Angelo Peruzzi, necessitava di un rimpiazzo di affidamento in panchina. Il portiere siciliano si mostrò all'altezza del compito, rimanendo stabilmente a Torino per il successivo decennio ed entrando a posteriori nel novero dei migliori dodicesimi nella storia del club.

Rampulla (a destra) alla Juventus nel campionato 1995-1996, intento a spronare i compagni di reparto.

Benché fosse chiaro fin dall'inizio il suo ruolo di seconda scelta, fu schierato a Cagliari nella prima giornata di campionato stante il forfait di Peruzzi per infortunio. Quell'annata in Coppa UEFA la Juventus era giunta fino ai quarti di finale con Peruzzi tra i pali; a causa di una sfortunata congiuntura di problemi fisici occorsa alla rosa bianconera, che non risparmiò neppure lo stesso numero uno, l'allenatore Giovanni Trapattoni fu costretto a schierare una squadra d'emergenza in vista della semifinale di coppa contro il Paris Saint-Germain: l'occasione segnò il debutto europeo per Rampulla, alla sua quarta presenza assoluta coi piemontesi dopo tre incontri di campionato. La Juventus vinse 2-1 l'incontro di andata a Torino e, persistendo l'indisponibilità di Peruzzi, Rampulla fu schierato anche nella sfida di ritorno al Parco dei Principi di Parigi, nel corso del quale fu determinante, con alcune importanti parate (in particolare su Weah e Roche), nel mantenere il risultato aperto sullo 0-0 finché Roberto Baggio, a meno di un quarto d'ora dalla fine, realizzò l'1-0 che assicurò ai piemontesi la finale e la successiva conquista del trofeo.
Nel 1995 disputò da titolare entrambe le partite della finale di Coppa Italia vinta dalla Juventus contro il Parma (vittoria per 1-0 nell'andata a Torino, dove a metà del secondo tempo fu sostituito per infortunio dal giovane Lorenzo Squizzi, e poi per 2-0 nel ritorno a Parma), mantenendo così la propria porta inviolata per l'intero doppio confronto. Restò imbattuto, sempre contro gli emiliani, anche l'anno dopo in occasione della Supercoppa italiana, in cui subentrò ad Alessandro Del Piero per rilevare l'espulso Peruzzi e contribuì all'1-0 finale.

Rampulla (in piedi, secondo da destra) con la Juventus 1997-1998

Fino a tutto il 1999, in ragione dei frequenti malanni fisici cui era soggetto Peruzzi, Rampulla fu sovente schierato in campo (delle sue 49 presenze in campionato con la Juventus, 46 sono a tutto il campionato 1998-1999, e le ultime 3 non vanno oltre il 2000); inoltre, dall'edizione 1995-1996 a quella del 2000-2001 fu sempre schierato almeno in un incontro di Champions League, segnalandosi anche per un rigore parato al norvegese Skammelsrud nei minuti finali della gara contro il Rosenborg del 30 settembre 1998, terminata 1-1. Con l'arrivo dei nuovi titolari Edwin van der Sar nel biennio 1999-2001 e Gianluigi Buffon a seguire, nonché per l'avanzare dell'età, Rampulla trovò via via minore impiego; nella parte finale della sua decennale esperienza torinese, venne inoltre scavalcato come prima riserva nel ruolo dal giovane Fabián Carini. Al termine del campionato 2001-2002, conclusosi con il suo quarto scudetto personale, decise di ritirarsi alle soglie dei quarant'anni.
È rimasto popolare tra i tifosi bianconeri, nonostante il ruolo da comprimario: sono a lui intitolati due fan club juventini, rispettivamente a Massa e a Caltanissetta.

#### Nazionale

Rampulla (in piedi, primo da destra) in nazionale per la fase finale del

Durante gli anni a Varese si mise anche in luce a livello internazionale, venendo chiamato nell'Italia Under-21 dall'allora commissario tecnico, Azeglio Vicini, e debuttando con gli Azzurrini il 20 aprile 1983; prima di lasciare il club lombardo, Rampulla ebbe modo di disputare un secondo incontro per la nazionale giovanile. Dopo il trasferimento a Cesena il portiere mise a referto ulteriori 8 incontri internazionali con gli Azzurrini, sempre agli ordini di Vicini, per un totale di 10 gare.

### Dopo il ritiro
A partire dal 2002 Rampulla rimase nella Juventus ricoprendovi vari incarichi: all'inizio di organizzazione (coordinatore degli allenatori dei portieri) e di rappresentanza (responsabile del centro coordinamento club), poi, nel 2006, sotto la gestione di Didier Deschamps, di preparatore dei portieri della prima squadra. Tornato, con Claudio Ranieri, ad allenare i portieri della squadra Primavera, con l'arrivo di Ciro Ferrara sulla panchina della Juventus (2009) Rampulla riprese ad allenare in prima squadra. Con l'arrivo di Alberto Zaccheroni, venne sostituito da Alessandro Nista; quindi il 1º ottobre 2010 Rampulla e la Juventus rescissero ogni contratto.

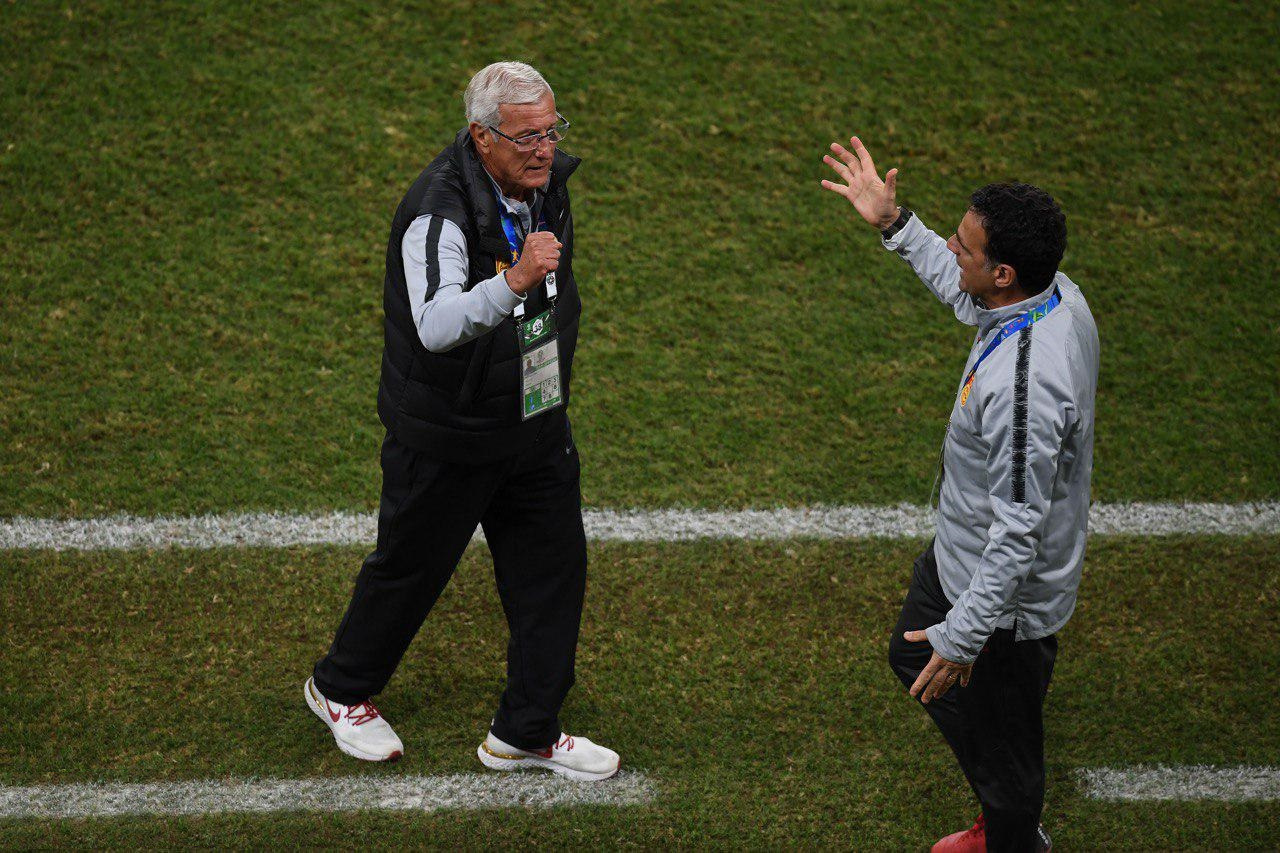
Rampulla (a destra) e Marcello Lippi sulla panchina della nazionale cinese durante la Coppa d'Asia 2019

Nell'estate 2011 divenne l'allenatore del Derthona, squadra militante in Serie D. Il 5 dicembre seguente, pur stazionando al secondo posto della classifica con la squadra tortonese, venne annunciata la separazione consensuale.
Nel 2012 si recò in Cina con Marcello Lippi per allenare i portieri del Guangzhou E., dove rimase fino al 2015. Il 2 giugno 2016 divenne presidente della Cremonese, subentrando nella carica a Luigi Simoni; si dimise il 20 ottobre seguente. Quindi dallo stesso anno tornò al seguito di Lippi, nel frattempo chiamato alla guida della nazionale cinese. Lasciò la squadra nel novembre 2019, contestualmente alle dimissioni di Lippi.
Il 25 ottobre 2021 entrò nello staff tecnico del Siena, compagine di Serie C, in qualità di vice dell'allenatore Massimiliano Maddaloni,, rimanendo in carica fino al successivo 15 dicembre quando, dopo una serie negativa di risultati, lui e il tecnico campano vennero esonerati.
Nel febbraio 2022 passò a ricopre il ruolo di preparatore dei portieri nello staff tecnico della Salernitana, in Serie A, agli ordini dapprima di Davide Nicola e poi dell'ex compagno di spogliatoio juventino Paulo Sousa. Venne sollevato dall'incarico nell'ottobre 2023, contestualmente all'esonero di Sousa.

## Statistiche

### Presenze e reti nei club
| Stagione         | Squadra          | Campionato       | Campionato | Campionato   | Coppe nazionali | Coppe nazionali | Coppe nazionali | Coppe continentali | Coppe continentali | Coppe continentali | Altre coppe | Altre coppe | Altre coppe | Totale | Totale  |
| Stagione         | Squadra          | Comp             | Pres       | Reti         | Comp            | Pres            | Reti            | Comp               | Pres               | Reti               | Comp        | Pres        | Reti        | Pres   | Reti    |
| ---------------- | ---------------- | ---------------- | ---------- | ------------ | --------------- | --------------- | --------------- | ------------------ | ------------------ | ------------------ | ----------- | ----------- | ----------- | ------ | ------- |
| 1980-1981        | Varese           | B                | 27         | -23          | CI              | -               | -               | -                  | -                  | -                  | -           | -           | -           | 27     | -23     |
| 1981-1982        | Varese           | B                | 38         | -30          | CI              | 2               | -3              | -                  | -                  | -                  | -           | -           | -           | 40     | -33     |
| 1982-1983        | Varese           | B                | 31         | -29          | CI              | 2               | -2              | -                  | -                  | -                  | -           | -           | -           | 33     | -31     |
| Totale Varese    | Totale Varese    | Totale Varese    | 96         | -82          |                 | 4               | -5              |                    | -                  | -                  |             | -           | -           | 100    | -87     |
| 1983-1984        | Cesena           | B                | 38         | -33          | CI              | 7               | -4              | -                  | -                  | -                  | -           | -           | -           | 45     | -37     |
| 1984-1985        | Cesena           | B                | 35         | -28          | CI              | 5               | -5              | -                  | -                  | -                  | -           | -           | -           | 40     | -33     |
| Totale Cesena    | Totale Cesena    | Totale Cesena    | 73         | -61          |                 | 12              | -9              |                    | -                  | -                  |             | -           | -           | 85     | -70     |
| 1985-1986        | Cremonese        | B                | 37         | -29          | CI              | 4               | -8              | -                  | -                  | -                  | -           | -           | -           | 41     | -37     |
| 1986-1987        | Cremonese        | B                | 38+1       | -29 + -4     | CI              | 5               | -2              | -                  | -                  | -                  | -           | -           | -           | 44     | -35     |
| 1987-1988        | Cremonese        | B                | 37         | -16          | CI              | 5               | -8              | -                  | -                  | -                  | -           | -           | -           | 42     | -24     |
| 1988-1989        | Cremonese        | B                | 38+1       | -30 + -0     | CI              | 5               | -6              | -                  | -                  | -                  | -           | -           | -           | 44     | -36     |
| 1989-1990        | Cremonese        | A                | 27         | -39          | CI              | 1               | -1              | -                  | -                  | -                  | -           | -           | -           | 28     | -40     |
| 1990-1991        | Cremonese        | B                | 38         | -21          | CI              | 6               | -8              | -                  | -                  | -                  | -           | -           | -           | 44     | -29     |
| 1991-1992        | Cremonese        | A                | 34         | -49; 1       | CI              | 1               | 0               | -                  | -                  | -                  | -           | -           | -           | 35     | -49; 1  |
| Totale Cremonese | Totale Cremonese | Totale Cremonese | 249+2      | -213 + -4; 1 |                 | 27              | -33             |                    | -                  | -                  |             | -           | -           | 278    | -250; 1 |
| 1992-1993        | Juventus         | A                | 7          | -3           | CI              | 3               | -1              | CU                 | 2                  | -1                 | -           | -           | -           | 12     | -5      |
| 1993-1994        | Juventus         | A                | 3          | -2           | CI              | 1               | -4              | CU                 | 2                  | -1                 | -           | -           | -           | 6      | -7      |
| 1994-1995        | Juventus         | A                | 9          | -10          | CI              | 4               | 0               | CU                 | 4                  | -4                 | -           | -           | -           | 17     | -14     |
| 1995-1996        | Juventus         | A                | 9          | -9           | CI              | 2               | -2              | UCL                | 1                  | 0                  | SI          | 1           | 0           | 13     | -11     |
| 1996-1997        | Juventus         | A                | 6          | -4           | CI              | 3               | -4              | UCL                | 2                  | -1                 | SU+CInt     | 0           | 0           | 11     | -9      |
| 1997-1998        | Juventus         | A                | 5          | -3           | CI              | 7               | -5              | UCL                | 1                  | 0                  | SI          | 0           | 0           | 13     | -8      |
| 1998-1999        | Juventus         | A                | 7+2        | -6 + -1      | CI              | 5               | -5              | UCL                | 4                  | -5                 | SI          | 0           | 0           | 18     | -17     |
| 1999-2000        | Juventus         | A                | 3          | -1           | CI              | 1               | -1              | Int+CU             | 0+3                | 0+-3               | -           | -           | -           | 7      | -5      |
| 2000-2001        | Juventus         | A                | 0          | 0            | CI              | 0               | 0               | UCL                | 1                  | -2                 | -           | -           | -           | 1      | -2      |
| 2001-2002        | Juventus         | A                | 0          | 0            | CI              | 1               | -2              | UCL                | 0                  | 0                  | -           | -           | -           | 1      | -2      |
| Totale Juventus  | Totale Juventus  | Totale Juventus  | 49+2       | -38 + -1     |                 | 27              | -24             |                    | 20                 | -17                |             | 1           | 0           | 99     | -80     |
| Totale carriera  | Totale carriera  | Totale carriera  | 375        | -317; 1      |                 | 66              | -66             |                    | 20                 | -17                |             | 1           | 0           | 462    | -400; 1 |

## Palmarès

### Giocatore

#### Competizioni nazionali

Peruzzi, Iuliano e Rampulla festeggiano il trionfo della Juventus nella Supercoppa di Lega 1997

- Campionato italiano: 4

Juventus: 1994-1995, 1996-1997, 1997-1998, 2001-2002
- Coppa Italia: 1

Juventus: 1994-1995
- Supercoppa italiana: 2

Juventus: 1995, 1997

#### Competizioni internazionali

Ravanelli, Peruzzi, Rampulla e Sousa festeggiano il trionfo della Juventus nella Champions League 1995-1996

- Coppa UEFA: 1

Juventus: 1992-1993
- UEFA Champions League: 1

Juventus: 1995-1996
- Coppa Intercontinentale: 1

Juventus: 1996
- Supercoppa UEFA: 1

Juventus: 1996
- Coppa Intertoto UEFA: 1

Juventus: 1999